# 半集合
在集合論中，一個真類稱為半集合，當且僅當其包含在一個集合中。
半集合的理論最早由捷克數學家彼得·沃彭卡和彼得·哈耶克於1972年提出的，在馮諾伊曼-博內斯-哥德爾集合論（NBG）的基礎上作出了變化；但在標準NBG中，分離公理是不允許半集合存在的。半集合的概念開闢了一種作為替代的集合論。 
半集合用於表示那些 邊界不明確 的集合。Vilém Novák (1984) 研究了怎樣用模糊集對半集合進行逼近，而這通常也是為不明確性建立數學模型的實際手段。